# Grandidier-Kleintenrek
Der Grandidier-Kleintenrek (Microgale grandidieri) ist eine Säugetierart aus der Gattung der Kleintenreks innerhalb der Familie der Tenreks. Sie ist im westlichen und südwestlichen Teil von Madagaskar verbreitet und bewohnt dort trockene Wälder und Gebüschlandschaften. Die Tiere gehören zu den mittelgroßen Vertretern der Kleintenreks. Sie besitzen einen kräftigen Körper mit agoutiartiger Fellzeichnung, einen auffallend kurzen Schwanz und einen langgestreckten Kopf mit schmaler Schnauze. Über die Lebensweise ist bisher nur wenig bekannt. Die Art wurde im Jahr 2009 wissenschaftlich eingeführt, ihr Bestand gilt als nicht bedroht.

## Merkmale

### Habitus
Der Grandidier-Kleintenrek erreicht eine Kopf-Rumpf-Länge von 6,0 bis 7,7 cm und eine Schwanzlänge von 3,3 bis 3,7 cm. Der Schwanz nimmt somit etwa ein Drittel bis die Hälfte der Länge des restlichen Körpers ein, was deutlich kürzer ist als bei den meisten anderen Kleintenreks. Das Körpergewicht variiert von 8,1 bis 9,6 g. Insgesamt stellt der Grandidier-Kleintenrek somit einen mittelgroßen Vertreter der Kleintenreks dar. Im Körperbau entspricht er mit einem spindelförmigen Körper, kurzen und kräftigen Beinen sowie einem langgestreckten und schmalen Kopf den anderen Angehörigen der Gattung. Das Rückenfell ist relativ fein und weich. Es hat eine dunkelbraune Farbgebung gemischt mit einem helleren Braun, wodurch eine agouti-artige Fellzeichnung entsteht. Die Haarbasen besitzt eine zumeist graue Färbung. Auf der Unterseite ist das Fell deutlich feiner und einheitlich grau. Der Übergang vom Rücken- zum Bauchfell wird an den Seiten durch eine auffällige Linie angezeigt. Die Vibrissen sind schwarz gefärbt. Sie werden im Bereich des Maules 15 mm und an der Nase 8 mm lang. Die Ohren sind mit 12 bis 14 mm Länge vergleichsweise kurz. Sie zeichnen sich durch ein sehr feines, dunkel- bis schwarzbraunes Fell an der Innen- und Außenseite aus. Die Oberseiten der Hände und Füße sind spärlich behaart, das Fell ist hier braun. Sowohl die Hände als auch die Füße besitzen jeweils fünf Strahlen. Der Fuß ist dabei mit 11 bis 13 mm Länge im Vergleich zu anderen Kleintenreks ebenfalls kurz. Die Strahlen II und IV weisen nahezu die gleiche Länge auf, der innere Strahl ist dagegen nur halb so lang wie der zweite, der äußere erreicht etwa zwei Drittel der Länge des vierten. An den Unterseiten der Hände und Füße bestehen zwischen den Fingern und Zehenwurzeln kleine Polster. Die Hypothenar- und Thenarpolster sind in ihrer Größe reduziert.

### Schädel- und Gebissmerkmale
Die größte Schädellänge schwankt von 20,2 bis 21,9 mm, am Hirnschädel beträgt die Breite 8,7 bis 8,9 mm. Insgesamt zeigt der Schädel einen langgestreckten und schmalen Bau. Das Rostrum ist aber eher kurz und nimmt nur ein Drittel der gesamten Schädellänge ein, es endet vorn zugespitzt. Die Stirnlinie verläuft gerade, in der Aufsicht fehlt eine stärkere Einschnürung hinter den Augen. Am Scheitelbein besteht ein nur schwach ausgebildeter Scheitelkamm, ebenso zeigt sich der Wulst am Hinterhauptsbein nur wenig entwickelt. Wie bei allen Tenreks ist der Jochbogen nicht geschlossen, der vordere Bogenabschnitt endet stumpf im Gegensatz zum flügelartigen Abschluss beim nahe verwandten Kurzschwanz-Kleintenrek (Microgale brevicaudata). Das Basisphenoid ist deutlich skulpturierter und ausgedehnter als bei diesem.
Der Unterkiefer besitzt eine schlanke Gestalt, der Kronenfortsatz zeigt nach hinten, der Winkelfortsatz ist relativ lang. Das Gebiss weist die typische, leicht reduzierte Zahnanzahl der anderen Kleintenreks auf. Die Zahnformel lautet: {\displaystyle {\frac {3.1.3.3}{3.1.3.3}}}. Die Zahnreihen verlaufen nahezu parallel zueinander mit einer leichten Konvergenz im vorderen und einer leichten Divergenz im hinteren Bereich. Beim Kurzschwanz-Kleintenreks sind die hinteren Zähne dagegen deutlich weiter auseinandergeschoben. Der erste und dritte Schneidezahn im oberen Gebiss trägt jeweils zwei Höckerchen (bicuspid), der mittlere drei (tricuspid). Die Größe der Schneidzähne nimmt hier nach hinten hin ab, im Unterkiefer ist der zweite Schneidezahn am größten ausgebildet. Die oberen Schneidezähne stehen im Gegensatz zu den unteren nicht geschlossen. Der Eckzahn wird sowohl oben als auch unten relativ groß, er ist aber nicht so dolchartig gestaltet wie beim Kurzschwanz-Kleintenrek. Ebenfalls abweichend von diesem fehlen im Oberkiefer auffällige Diastemata zwischen den Prämolaren. Die Backenzähne allgemein haben einen zalambdodonten Aufbau mit drei deutlich ausgeprägten Höckerchen auf den Kauflächen. Im Oberkiefer übertrifft der letzte Prämolar die Mahlzähne an Größe, der dritte Molar ist in seiner Größe stark reduziert. Dagegen haben im Unterkiefer der letzte Prämolar und die drei Molaren nahezu die gleiche Größe. Die Länge der oberen Zahnreihe beträgt 9,3 bis 10 mm.

## Verbreitung

Verbreitungsgebiet des Grandidier-Kleintenreks

Der Grandidier-Kleintenrek kommt im westlichen und südwestlichen Madagaskar in den Provinzen Toliara und Mahajanga vor. In Toliara ist die Art von acht verschiedenen Fundpunkten mit rund zwei Dutzend Individuen belegt. Die Fundlokalitäten erstrecken sich vom Namoroka-Massiv im Norden südwärts bis zum nördlichen Ufer des Flusses Onilahy im Südwesten. Aus Mahajanga ist bisher nur ein Fundplatz aus dem Forêt de Beanka  bei Maintirano im Süden berichtet worden, von hier sind etwa 20 Individuen bekannt. Insgesamt konnten die Tiere im Verbreitungsgebiet in drei verschiedenen Waldtypen nachgewiesen werden: in trockenen, laubwerfenden Wäldern mit Kalksteinfelsen (etwa Andriabe, Andranogidro, Beanka, Bendrao oder Ankidrodroa), in Übergangsbereichen von ähnlichen Wäldern zu dornigen Buschlandschaften mit Wuchshöhen von 6 bis 8 m (etwa Fiherenana) und in Galeriewäldern durchsetzt mit Tamarinden- und Feigenbäumen und umgeben von Dornbuschgebieten (etwa Sept Lacs and Antafiky). Das Klima ist eher trocken mit jährlichen Niederschlägen von 350 bis 410 mm, teilweise treten Dürren auf. Die Höhenverteilung reicht von 50 bis 430 m. Im Forêt de Beanka tritt der Grandidier-Kleintenrek sympatrisch mit dem Kurzschwanz-Kleintenrek auf. Ein weiteres, bisher nicht sicher verifiziertes Vorkommen könnte bei Morondava im Norden der Provinz Toliara bestehen.

## Lebensweise
Die Lebensweise des Grandidier-Kleintenreks ist kaum erforscht. Felduntersuchungen in den Jahren 2001 und 2002 lassen annehmen, dass die Tiere jahreszeitlich aktiv sind, da in der Trockenzeit bisher keine Individuen gefangen werden konnten. Möglicherweise halten die Tiere während dieser Phase des verminderten Nahrungsangebotes einen Winterschlaf oder eine Winterruhe. Auch konnte bisher keine spezielle Fettspeicherung im Schwanz beobachtet werden, wie es aber vom Dobson-Kleintenrek (Nesogale dobsoni) bekannt ist.

## Systematik
Der Grandidier-Kleintenrek ist eine Art aus der Gattung der Kleintenreks (Microgale) innerhalb der Familie der Tenreks (Tenrecidae). Zusammen mit den Reiswühlern (Oryzorictes) und den Vertretern der Gattung Nesogale bilden die Kleintenreks die Unterfamilie der Reistenreks (Oryzorictinae). Dabei stellen die Kleintenreks mit mehr als 20 Arten den formenreichsten sowie aufgrund einiger morphologischer Merkmale auch den ursprünglichsten Vertreter der Familie dar. Die Gattung bildete sich bereits im Unteren Miozän vor etwa 16,8 Millionen Jahren heraus und diversifizierten sich in der Folgezeit sehr stark. Die heutigen Vertreter haben sich an verschiedene Lebensweisen angepasst, die von teils unterirdisch grabenden über oberirdisch lebenden bis zu baumkletternden und wasserbewohnenden Varianten reichen. Ein Großteil der Kleintenreks bewohnt die feuchten Wälder des östlichen Madagaskar, einige wenige Arten kommen auch in den trockeneren Landschaften des westlichen Inselteils vor. Innerhalb der Gattung lassen sich verschiedene Verwandtschaftsgruppen nachweisen. Der Grandidier-Kleintenrek ist dabei sowohl morphologisch als auch molekulargenetisch am nächsten mit dem Kurzschwanz-Kleintenrek (Microgale brevicaudata) verwandt. Der genetische Abstand der beiden Arten beträgt etwa 14,5 bis 18,8 %, was etwa gleich groß ist wie bei anderen Schwestertaxa innerhalb der Kleintenreks.
Die wissenschaftliche Erstbeschreibung des Grandidier-Kleintenreks erfolgte im Jahr 2009 durch Link E. Olson und Forscherkollegen. Ihnen standen dafür nahezu zwei Dutzend Individuen aus verschiedenen Fundstellen des westlichen und südwestlichen Madagaskars zur Verfügung. Der Holotyp umfasst ein ausgewachsenes Weibchen von 11,1 cm Gesamtlänge und 9,1 g Gewicht. Es stammt aus Antafiky am nördlichen Ufer des Flusses Onilahy im Südwesten der Insel, was als Typusregion gilt. Ein Teil der Individuen wurde in den Jahren 2001 und 2002 während mehrerer wissenschaftlicher Expeditionen aufgesammelt, so datiert die Auffindung des Holotyps auf den 28. Februar 2002. Das Artepitheton grandidieri ehrt Alfred Grandidier, einen französischen Naturforscher, der in der Wende vom 19. zum 20. Jahrhundert als einer der ersten Forscher die reichhaltige Fauna Madagaskars erkundete.

## Bedrohung und Schutz
Die IUCN stuft den Grandidier-Kleintenrek als „nicht bedroht“ (least concern) ein. Die Art ist schwer zu beobachten, die Tiere kommen aber offensichtlich auch in stärker von Menschen überprägten Landschaften zurecht, dies betrifft vor allem Bereiche mit Weidewirtschaft, Baumschlag zur Bauholzentnahme und saisonaler Landwirtschaft. Im Norden des Verbreitungsgebietes tritt der Grandidier-Kleintenrek in mehreren Naturschutzgebieten auf, etwa im Nationalpark Namoroka, im Nationalpark Bemaraha ebenso wie im Reservat Menabe–Antimena nördlich von Morondava. Die südlichen Populationen sind dagegen bisher nicht in Schutzgebieten präsent. Prinzipiell ist eine intensivere Beobachtung der Art notwendig, hauptsächlich in Hinblick auf die stärkere anthropogene Beeinflussung des südlichen Verbreitungsareals.